# Kenn Navarro
Kenn Navarro (n. 1979, Manila, Filipine) este un animator american filipinez cunoscut pentru crearea popularului desen animat Happy Tree Friends . 
Navarro s-a asociat cu prietenii Rhode Montijo și Aubrey Ankrum pentru a crea desenele animate de pe internet Happy Tree Friends, care a debutat pe Pop.com în 1999.
De asemenea, el dubleaza vocea lui Cuddles, Lifty & Shifty si Flippy și alte personaje animate. Ei au m-ai creat videoclipul pentru The Carpal Tunnel of Love de Fall Out Boy . 

## Legaturi externe
- Kenn Navarro la Internet Movie Database
- G4 - Feature - Blood & Bunnies: interviul lui Kenn Navarro la G4.com Arhivat în 17 martie 2012, la Wayback Machine.

1. ↑  „Kenn Navarro”, Internet Movie Database
2. ↑  http://coldhardflash.com/2005/04/kenn-commandments-part-1.html
The Kenn Commandments, Part 1 | Cold Hard Flash: Flash Animation News, Videos and Links